# Georg Kerschensteiner

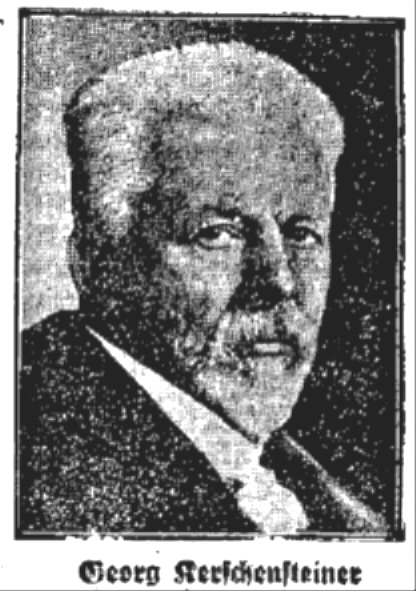
Georg Kerschensteiner

Georg Michael Anton Kerschensteiner (* 29. Juli 1854 in München; † 15. Januar 1932 in München) war ein deutscher Pädagoge, Gymnasiallehrer für Mathematik und Physik und Begründer der Arbeitsschule. Vor allem zur Entwicklung der deutschen Volksschule und Berufsschule steuerte er damit wesentliche Ideen bei.

## Leben

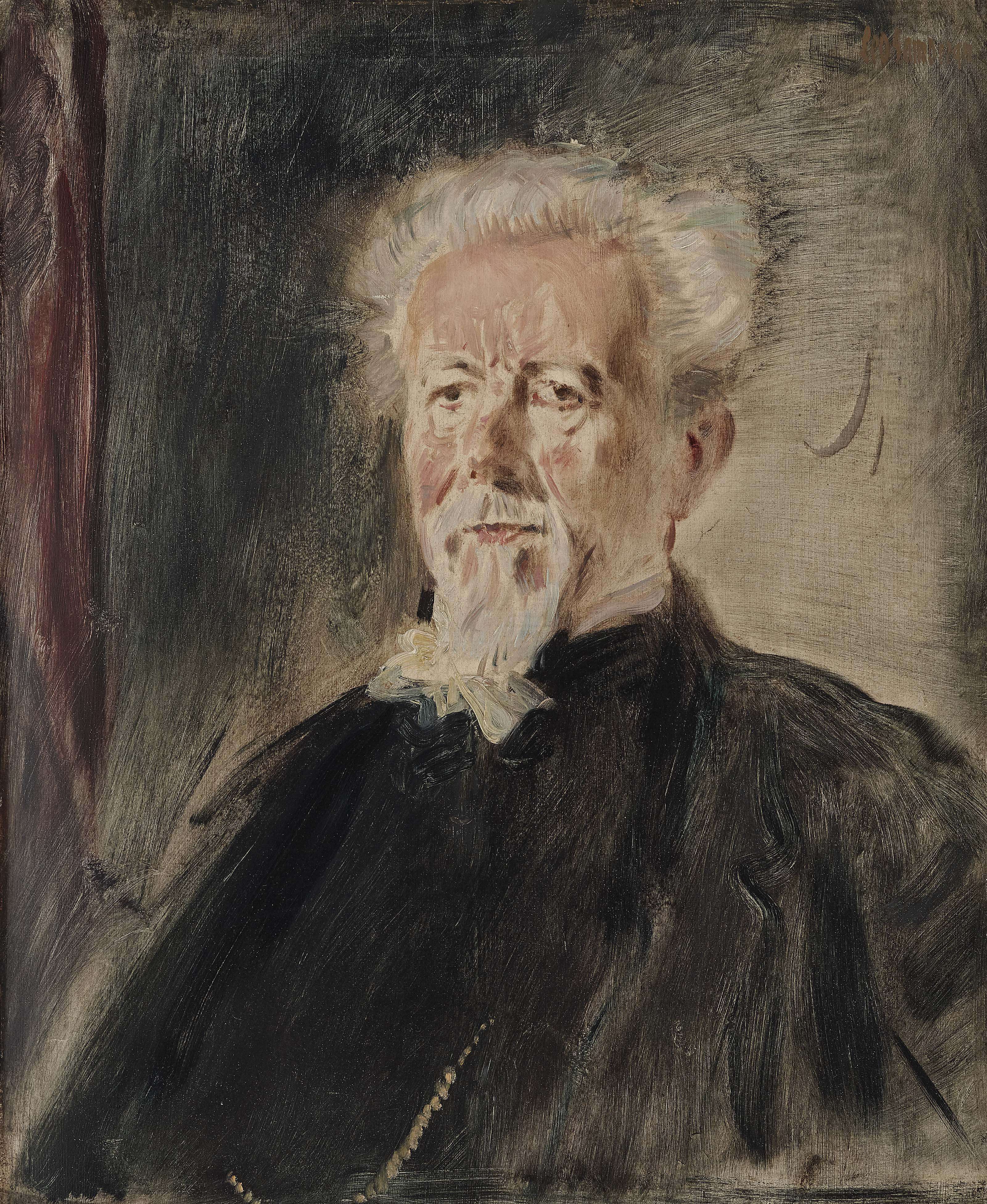
Georg Kerschensteiner (Gemälde von Leo Samberger)

### Herkunft und Ausbildung
Kerschensteiners Eltern waren das verarmte Kaufmannsehepaar Anton und Katharina Kerschensteiner. Ab seinem sechsten Lebensjahr besuchte er die Heiliggeist-Pfarrschule in München. Er wurde mit acht Jahren wegen Bandendiebstahls in Arrest genommen. 1866, im Alter von zwölf Jahren, folgten Präparandenschule und Königliches Lehrseminar, von 1871 bis 1873 die Arbeit als Dorfschulgehilfe in Forstinning und Lechhausen. 1874 verließ Kerschensteiner auf eigenen Wunsch den Schuldienst und nahm Privatunterricht, besuchte die beiden letzten Klassen eines Gymnasiums und verdiente sich seinen Lebensunterhalt durch Musikunterricht. 1877 bis 1880 studierte er Mathematik und Physik an der Technischen Hochschule München, 1880 bis 1883 an der Ludwig-Maximilians-Universität mit abschließender Promotion bei Philipp Ludwig von Seidel. Das Thema seiner Dissertation hieß: Über die Kriterien für die Singularitäten rationaler Kurven vierter Ordnung.

### Tätigkeit als Lehrer
Seit 1883 war Kerschensteiner Gymnasialassistent für Mathematik und Physik am Melanchthon-Gymnasium in Nürnberg, ab 1885 Mathematiklehrer an der städtischen Handelsschule, ab 1890 Gymnasiallehrer für Mathematik und Physik am Gustav-Adolf-Gymnasium in Schweinfurt, von 1893 an am Ludwigsgymnasium München. 1895 wurde er zum Schulrat von München gewählt. In dieser Funktion führte er als Vorsitzender 1910 das Kuratorium zur Errichtung der Handelshochschule München an. 1918 trat er als Schulrat zurück und wurde Honorarprofessor in München.

### Schulreformer und Bildungstheoretiker
Die Wahl zum Stadtschulrat in München 1895 lenkte ihn auf die Reform des Volksschullehrplans, z. B. mit der Einrichtung eines achten Pflichtschuljahres. Es folgte 1900 die Einrichtung von Arbeitsunterricht und der Arbeitsschulen, Vorläufer der heutigen Berufsschulen. Kurz darauf wurden die Arbeitsschulen mit Werkstätten und Schulgarten ausgestattet. Die Arbeitspädagogik etablierte sich als Begriff für das heute als Handlungsorientierung wieder aufgegriffene Unterrichtsprinzip. 1902 wurde an der Ecke Tulbeck-/Bergmannstraße in einer Holzbaracke Münchens erste Hilfsschule unter der Leitung von Rupert Egenberger eingerichtet.
Seine Grundgedanken legte er 1901 in Die staatsbürgerliche Erziehung der deutschen Jugend dar, womit er den 1. Preis eines Wettbewerbs der Erfurter Akademie gewann: „Womit ist unsere männliche Jugend von der Entlassung aus der Volksschule bis zum Eintritt in den Heeresdienst am zweckmäßigsten für die bürgerliche Gesellschaft zu erziehen?“ Eine neue Berufsschule sollte die Jugend vor sittlicher Verwahrlosung auf der Straße bewahren und durch Unterricht zur Berufsausbildung und „staatsbürgerlichen Unterricht“ mit politischer Bürgerkunde und Gesundheitslehre sowie Turnen und Wanderungen den gesamten Staat veredeln helfen. Die Forderung einer politischen Bildung für alle war neu. Die eher konservativen Erziehungsziele lagen in fleißiger Arbeitsamkeit und unbedingtem Gehorsam. Für Kerschensteiner bedeutete diese „Gründungsurkunde“ der Fortbildungsschule (bzw. später Berufsschule) einen Beitrag zur Lösung der sozialen Frage. In München gestaltete er das Schulwesen um und fand viele Nachahmer im In- und Ausland.
Seit 1918 lehrte er als Honorarprofessor für Pädagogik an der Universität München und empfing im Alter zahlreiche Ehrungen und Rufe aus dem In- und Ausland. 1920 nahm er an der Reichsschulkonferenz teil und war dort Kontrahent von Hugo Gaudig, besonders im Streit um die richtige Ausrichtung der Arbeitspädagogik. Im selben Jahr wurde er ordentlicher Professor in München und veröffentlichte 1921 ein Werk zur Lehrerbildung Die Seele des Erziehers. Es folgten noch die Theorie der Bildung (1926) und die Theorie der Unterrichtsorganisation (postum 1933).
Kerschensteiner tat sich auch als Didaktiker des Kunstunterrichts hervor und publizierte 1905 Die Entwicklung der zeichnerischen Begabung nach der Analyse von rund dreihunderttausend Kinderzeichnungen. Er relativierte als einer der ersten anerkannten Pädagogen den Stellenwert der Religiosität. Man habe „sie mehr als ein Erziehungsmittel, denn als Erziehungsziel zu betrachten“. Zur Kirche bewahrte er Distanz.

### Politische Laufbahn
Von 1912 bis 1918 war Kerschensteiner Reichstagsabgeordneter für die Fortschrittliche Volkspartei (später Deutsche Demokratische Partei) und den Reichstagswahlkreis Oberbayern 1. Im Ersten Weltkrieg zeigte er eine stark nationalistische Position. In der Münchner Novemberrevolution 1918 wurde er akut bedroht.

## Reformpädagogik und Bildungstheorie
Für Kerschensteiner – wie für Pestalozzi und John Dewey – ging es wesentlich darum, die Kinder mehr Wollen und Können statt Wissensfülle zu lehren sowie ihre Anschauung und Selbsttätigkeit in Kindheit und Pubertät zu fördern, statt sie lediglich passiver Belehrung zu unterziehen. „Das Wesen des Menschen um diese Zeit ist Arbeiten, Schaffen, Wirken, Probieren, Erfahren, Erleben, um ohne Unterlass im Medium der Wirklichkeit zu lernen.“ (In: Die Schule der Zukunft eine Arbeitsschule. S. 27 f.) Spontaneität und manuelles Tun gehören zur pädagogischen Arbeit. Kerschensteiner richtete neben der Einführung von kindgemäßem Physik- und Chemieunterricht Holz- und Metallwerkstätten, Schulküchen und Schulgärten ein. Ihm zufolge müsse pädagogische Arbeit manuell, praktisch und geistig zugleich geprägt sein.
Als Befürworter der Eigenbewertung schulischer Leistungen regte er an, dass jeder Schüler für sich selbst ein Urteil finden müsse. Seine Zielvorstellung lag in Bildung, die er zugleich als Charakterbildung und Erziehung zum Staatsbürger verstand; diese kann nach seiner Auffassung auch durch Berufserziehung verwirklicht werden.

## Ehrungen

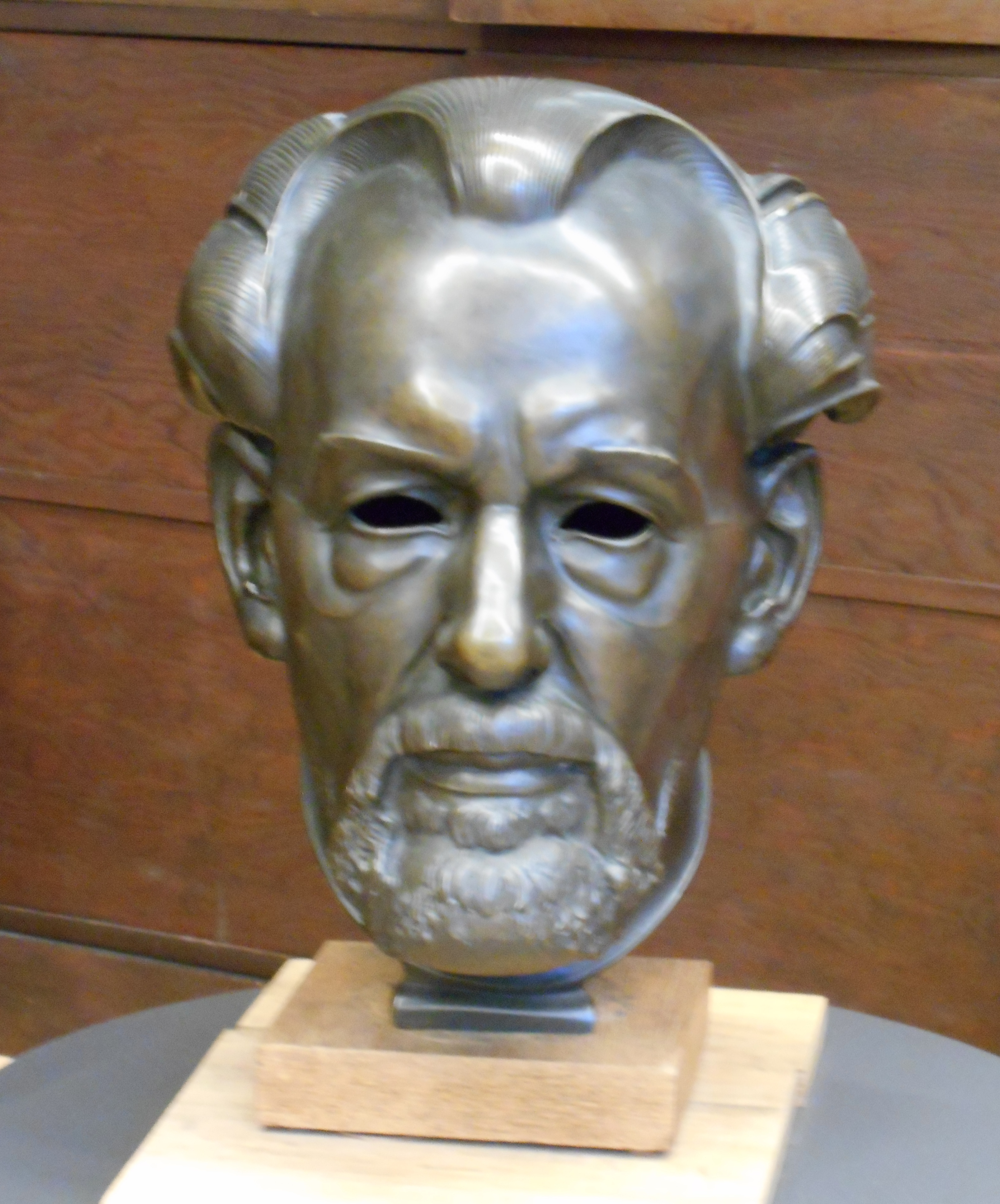
Büste von Georg Kerschensteiner (geschaffen von Rudolf Belling, 1932, Standort: Friedrich-Ebert-Gymnasium in Hamburg)

- 1918 erhielt er die Ehrendoktorwürde der Technischen Hochschule München und 1928 der Technischen Hochschule Dresden.[7]
- 1921 wurde Kerschensteiner Mitglied im Museumsvorstand des Deutschen Museums. Sein Ansatz einer besucherorientierten Vermittlungsarbeit mit zahlreichen (Funktions-)Modellen kann als wegweisend für die moderne Museumspädagogik gelten. Die Forschungseinrichtung zur Durchführung von Fachseminaren und Fortbildungen am Deutschen Museum heißt ihm zu Ehren Kerschensteiner-Kolleg.
- Die Deutsche Physikalische Gesellschaft verleiht jährlich einen Georg-Kerschensteiner-Preis für herausragende Physik-Lehrer.
- München verleiht seit 1995 die Kerschensteiner-Medaille an Persönlichkeiten, die sich um die Pädagogik besonders verdient gemacht haben.

## Namensgeber
Georg Kerschensteiner ist Namensgeber für mehrere Straßen z. B. in folgenden Orten: Aschaffenburg, Bebra, Berlin, Bremen-Vegesack, Germering, Hamburg-Harburg, Leverkusen, Lübeck, Mainz, München, Rinteln, Oldenburg (Oldb) (in der die Cäcilien-Schule liegt, an der Pestalozzi im Jahr 1839 Zeichnen, Mathematik und Naturkunde unterrichtete), Soltau, Troisdorf, Weilheim. 1956 wurde die Kerschensteinergasse in Wien nach ihm benannt.
Auch mehrere, vor allem berufliche Schulen sind nach Kerschensteiner benannt. Beispiele finden sich in Augsburg, Bad Überkingen, Berlin Marzahn-Hellersdorf, Forstinning, Frankfurt am Main, Germering, Leverkusen, Mannheim, München, Regensburg, Reutlingen, Stuttgart, Wiesbaden.

## Schriften
- Die staatsbürgerliche Erziehung der deutschen Jugend. 1901 (10. und mehrfach veränderte Auflagen bis 1931)
- Grundfragen der Schulorganisation. 1907
- Begriff der Arbeitsschule. 1912; Wissenschaftliche Buchgesellschaft, Darmstadt 2002, ISBN 3-534-15195-X
  - Englische Übersetzung: The Idea of the Industrial School, 1913
- Charakterbegriff und Charaktererziehung. 1912
- Wesen und Wert des naturwissenschaftlichen Unterrichts. 1914
- Die Volksschule. In: Handbuch der Politik, Berlin/Leipzig 1914
- Das Grundaxiom des Bildungsprozesses und seine Folgerungen für die Schulorganisation. 1917; Dieck, Heinsberg 1999, ISBN 3-88852-406-7
- Deutschlands Recht. Verlagsanstalt Carl Gerber, München 1919
- Die Seele des Erziehers und das Problem der Lehrerbildung. 1921. (4. Auflage 1949. Digitalisat)
- Autorität und Freiheit als Bildungsgrundsätze (= Entschiedene Schulreform Heft 28). Ernst Oldenburg Verlag, Leipzig 1924
- Theorie der Bildung. 1926
- Pädagogik der Gegenwart in Selbstdarstellung, 1. 1926
- Texte zum pädagogischen Begriff der Arbeit und zur Arbeitsschule. Schöningh, Paderborn 1982, ISBN 3-506-78327-0

## Nachlass
Ein umfangreicher schriftlicher Nachlass von Georg Kerschensteiner liegt im Literaturarchiv der Monacensia im Hildebrandhaus. Weitere Nachlassteile liegen im Stadtarchiv München und im Archiv des Deutschen Museums.